# Segestani
Segestani so bili manjše pleme, ki je živelo v južni Panoniji.
Segestani so svoj življenjski prostor osredotočili v območju mesta Segestica (ilirsko - Segestica, keltsko - Siccia, latinsko - Siscia, sedaj Sisak).
V 4. stoletju pr. n. št. v to področje na zadnjem okljuku reke Kolpe pred izlivom v Savo prodre manjše keltsko pleme - Segestani (grško. Segestanoi), ki se prične mešati z Ilirskim staroselci in skupnemu naselju dajo ime Segestica. Mesto se je v 3. stoletju pr. n. št. preobrazilo v pomembeno trgovsko središče, ki na vzhodnem ekonomsko-političnem obzorju Rima kmalu ni bilo več zanemarljivo. Posebej, ker je ležalo na pomembni savski vodni poti. Sovražna nastrojenost Segestanov je izzvala nekaj rimskih kazenskih pohodov, prvi že leta 159 pr. n. št. Leta 35 pr. n. št. Rimljani izvedejo  okupacijski sunek, ki ga je vodil cesar Avgust sam. Segestani so bili takrat premagani, Segestica je prešla pod rimsko vladavino (Colonia Flavia Siscia) in postala pomembno središče s kovnico denarja ter sedež province Panonije.